# Leptosiphon acicularis
Leptosiphon acicularis är en blågullsväxtart som först beskrevs av Edward Lee Greene, och fick sitt nu gällande namn av Jeps.. Leptosiphon acicularis ingår i släktet Leptosiphon och familjen blågullsväxter. Inga underarter finns listade i Catalogue of Life.